# Jun (cantante)
Lee Jun-young (Hangul: 이준영, RR: I Jun-yeong; Uijeongbu, Gyeonggi, 22 de enero de 1997), más conocido como Jun (en hangul, 준), es un actor, cantante y rapero surcoreano. Él fue miembro del grupo U-KISS y también fue miembro del grupo proyecto UNB.

## Biografía
El 24 de febrero de 2022, su agencia Jflex anunció que un día antes había dado positivo por COVID-19 después de recibir los resultados de su prueba PCR, por lo que se encontraba tomando las medida necesarias para recibir tratamiento de acuerdo a las pautas establecidas por las autoridades de control de salud.

## Carrera
En noviembre de 2021 se unió a la agencia Jflex, agencia que co-estableció. Previamente fue miembro de las agencia NH Media en Corea del Sur y de Avex Group en Japón.

### Televisión y cine
El 11 de octubre de 2017 se unió al elenco principal de la serie Avengers Social Club, donde dio vida a Lee Soo-gyum, un joven que se une al club "Bok-ja Club" para vengarse de su padre biológico cuando se da cuenta de que sólo lo está utilizando para obtener una herencia más grande y convertirse en el sucesor de la compañía de su familia, hasta el final de la serie el 16 de noviembre del mismo año.
El 26 de mayo de 2018 se unió al elenco principal de la serie Goodbye to Goodbye (también conocida como "Separation Has Left"), donde interpretó a Han Min-soo, el hijo de Seo Young-hee (Chae Shi-ra) y novio de Jung-hyo (Jo Bo-ah), hasta el final de la serie el 4 de agosto del mismo año.
En octubre del mismo año también se unió al programa The Unit, donde participó, hasta el final del programa el 10 de febrero de 2018. Jun quedó en el primer lugar y se convirtió en uno de los miembros del nuevo grupo junto a Feeldog, Euijin, Go Ho-jeong, Ji Hansol, Kim Ki-joong, Marco, Chan y Dae-won.
El 17 de julio de 2019 se unió al elenco recurrente de la serie Class of Lies (también conocida como "Mr. Temporary"), donde dio vida a Yoo Beom-jin, un excelente y respetado estudiante que es perfecto en todo y es miembro del grupo "VERITAS", también es el hijo del congresista del país y candidato presidencial Yoo Yang-gi (Kim Min-sang), hasta el final de la serie el 5 de septiembre del mismo año.
El 27 de abril de 2020 se unió al elenco del drama Good Casting, donde dio vida a Kang Woo-won, una celebridad que pasa de ser una estrella en ascenso a una superestrella después de que su drama se volviera muy popular y que termina enamorándose de la agente Im Ye-eun (Yoo In-young), hasta el final de la serie el 16 de junio del mismo año.El 10 de noviembre del mismo año se unió al elenco principal de la serie Please Don't Go See Him, donde interpretó a Jung Kook-hee, un bombero con una personalidad directa que tiende a mantenerse alejado de los dispositivos digitales, hasta el final de la serie el 12 de enero de 2021.
El 7 de mayo de 2021 se unió al elenco principal de la serie Imitation donde dio vida a Kwon Ryoc, un talentoso, guapo y adorablemente torpe miembro central del grupo de chicos "SHAX".El 27 de agosto del mismo año se unió al elenco invitado del tercer episodio de la serie D.P. (Deserter Pursuit), donde interpretó al desertor Jung Hyun-min.En noviembre del mismo año se unió al elenco principal de la serie I’ll Become Your Night (también conocida como "Idol Doctor") donde da vida a Yoon Tae-in, el miembro sonámbulo de LUNA y un genio musical que cree que es el centro del universo.
En 2022 se unirá al elenco principal de la serie Na Rae, Kicking Out (también conocida como "Wings Fly Up") donde interpretará a Sun-woo.También protagoniza junto a Seohyun la película de Netflix Amarrados al amor, donde da vida a Jung Ji-hoo, un joven con una orientación sexual peculiar cuyo secreto es descubierto por una compañera de trabajo.
Así como al elenco principal de la película Brave Citizen donde interpretará a Han Soo-kang, un estudiante que se convierte en el némesis de So Si-min. La película es una adaptación del webtoon.En abril del mismo año se anunció que estaba en pláticas para unirse al elenco de la serie Ildangbaek Butler donde dará vida al joven mayordomo Kim, el único empleado de Ildangbaek, quien se gana la confianza de sus clientes con su naturaleza sencilla y honesta.

### Música
El 15 de mayo del 2014 la agencia "NH Media" a través de la cuenta oficial del grupo surcoreano U-KISS anunció que Jun se había unido al grupo como nuevo miembro. El 2 de junio del mismo año realizó su primer debut con U-KISS y lanzaron el 9.º miniálbum "Mono Scandal" junto con el video musical Quit Playing. Actualmente el grupo está conformado por Soohyun, Kiseop (aunque dejó el grupo en el 2019 pero se reincorporo en el 2022) y Hoon.
El 24 de febrero del 2018 se reveló el nombre del nuevo grupo "UNB", donde formó parte del grupo junto a Feeldog (líder), Euijin, Go Ho-jeong, Ji Hansol, Kim Ki-joong, Marco, Chan y Dae-won de abril del 2018 hasta la finalización de las actividades del grupo el 27 de enero del 2019. Dentro del grupo tuvo el puesto de vocalista, rapero y bailarín.
El 23 de enero del 2019 "NH Media" anunció que ese mismo año realizaría su debut en solitario tanto en Corea del Sur como en Japón. Finalmente en noviembre del mismo año se confirmó que Jun realizaría su debut en diciembre del mismo año, con su álbum "Gallery". A finales del mismo mes abrió su propia cuenta de Twitter y subió un teaser de su debut en solitario en Corea.

## Filmografía

### Series de televisión
| Año     | Título                              | Personaje            | Notas                        | Ref.                 |
| ------- | ----------------------------------- | -------------------- | ---------------------------- | -------------------- |
| 2017    | A Special Meal of the Weirdo "Nara" | Empleado             |                              |                      |
| 2017    | Avengers Social Club                | Lee Soo-gyum         | 12 episodios                 |                      |
| 2018    | KBOYS                               | Empleado del Café    | Ep. 5                        |                      |
| 2018    | Goodbye to Goodbye                  | Han Min-soo          | 40 episodios                 |                      |
| 2019    | Class of Lies                       | Yoo Beom-jin         | 16 episodios                 |                      |
| 2020    | La novata de la calle               | Cliente de la tienda | Aparición especial           |                      |
| 2020    | Good Casting                        | Kang Woo-won         |                              |                      |
| 2020-21 | Please Don't Go See Him             | Jung Kook-hee        | 10 episodios                 | [ 54 ] [ 55 ]        |
| 2021    | Imitation                           | Kwon Ryoc            |                              | [ 56 ] [ 57 ]        |
| 2021    | D.P.                                | Jung Hyun-min        | Aparición especial, ep. 3    |                      |
| 2021-22 | Let Me Be Your Knight               | Yoon Tae-in          | 12 episodios                 | [ 58 ]               |
| 2022    | May I Help You                      | Kim Tae-hee          | 16 episodios                 |                      |
| 2022    | Na Rae, Kicking Out                 | Sun-woo              |                              |                      |
| 2023    | La chica enmascarada                | Choi Bu-yong         | Aparición especial           | [ 59 ]               |
| 2024    | El heredero ilegítimo               | Kang In-ha           | Serie web en 12 episodios    | [ 60 ] [ 61 ]        |
| 2024    | Dreaming of a Freaking Fairy Tale   | Moon Cha-min         | Serie web en 10 episodios    | [ 62 ] [ 63 ] [ 64 ] |
| 2025    | Luces, cámara, ¡amor!               | Hong Si-jun          | Serie web en 10 episodios    | [ 65 ] [ 66 ]        |
| 2025    | The Queen Who Crowns                | Rey Sejong           | Aparición especial, ep. 12   | [ 67 ]               |
| 2025    | Si la vida te da mandarinas...      | Park Yeong-beom      | Serie web                    | [ 68 ]               |
| 2025    | Un héroe débil                      | Geum Seong-jae       | Serie web, segunda temporada | [ 69 ]               |
| 2025    | ¡Entrenando por amor!               | Do Hyeon-joong       |                              | [ 70 ] [ 71 ]        |

### Películas
| Año   | Título                        | Personaje    | Notas                                               | Ref.                        |
| ----- | ----------------------------- | ------------ | --------------------------------------------------- | --------------------------- |
| 2021  | More Painful than Sadness     | Lee Yunho    | junto a Hoon, Kim Ye-ryeong, Son Byung-ho y Ha Joon |                             |
| 2022  | Amarrados al amor             | Jung Ji-hoo  | junto a Seohyun                                     | [ 72 ] [ 73 ] [ 74 ] [ 75 ] |
| 2022  | Brave Citizen                 | Han Soo-kang |                                                     |                             |
| Próx. | Cazadores en tierra inhóspita | Choi ji-wan  | junto a Ma Dong-seok, Lee Hee-joon y Roh Jeong-eui  | [ 76 ] [ 77 ]               |

### Programas de variedades
| Año     | Programa                                             | Notas                                       |
| ------- | ---------------------------------------------------- | ------------------------------------------- |
| -       | Shooper Man                                          | junto a Soohyun y Kevin                     |
| 2014    | Let's Go! Dream Team II: Idol Wrestling Championship | junto a Hoon y Kiseop                       |
| 2014    | A Song For You 3                                     | (ep. #11) - invitados - junto a U-KISS      |
| 2017-18 | The Unit: Idol Rebooting Project                     | participante - 1er. lugar                   |
| 2018    | 76th Generation King of Mask Singer                  | (ep. #151-152) - participó como "Compass"   |
| 2018    | Law of the Jungle in Last Indian Ocean               | (ep. #340-343) - miembro                    |
| 2018    | Gag Concert                                          | invitados - junto a Euijin y Marco          |
| 2018    | 1 VS 100                                             | invitados - junto a Feeldog, Euijin y Marco |
| 2018    | Two Yoo Project Sugar Man: Season 2                  | ep. #17 - invitados - junto a UNB           |
| 2018    | THE UNI+ Special Show                                | 2 episodios                                 |
| 2018    | K-RUSH: Season 3                                     | miembro                                     |
| 2018    | Idol Room                                            | (ep. #8) - invitados - junto a UNB          |
| 2019    | Sister's Salon (Unnies' Salon)                       | miembro                                     |
| 2020    | The Manager                                          | [ 84 ]                                      |

### Reality shows
| Año  | Título            | Notas                      |
| ---- | ----------------- | -------------------------- |
| 2018 | UNB in Japan: OND | 13 episodios - junto a UNB |

### Radio
| Año  | Título                  | Notas    |
| ---- | ----------------------- | -------- |
| 2020 | Kim Young Chul Power FM | invitado |

### Eventos
| Año  | Evento                                                | Notas                       |
| ---- | ----------------------------------------------------- | --------------------------- |
| 2016 | 2016 Idol Star Olympics Championships Chuseok Special | participante                |
| 2018 | XV Idol Star Athletics Championships Chuseok Special  | participantes - junto a UNB |
| 2021 | 2021 Asia Artist Awards                               | [ 85 ] [ 86 ]               |

### Musicales
| Año         | Título                  | Personaje | Notas  |
| ----------- | ----------------------- | --------- | ------ |
| 2015        | Run To You              | -         |        |
| 2015        | On Air                  | -         |        |
| 2019 - 2020 | Swag Age: Shout Joseon! | Jundan    | [ 87 ] |

### Aparición en videos musicales
| Año  | Grupo / Artista | Canción                                          | Notas |
| ---- | --------------- | ------------------------------------------------ | ----- |
| 2018 | LABOUM          | "Turn It On"                                     |       |
| 2018 | Im Chang-jung   | "There Has Never Been A Day I Haven't Loved You" |       |
| 2018 | Unit B          | "ALL DAY"                                        |       |

### Revistas / sesiones fotográficas
| Año  | Título         | Notas  |
| ---- | -------------- | ------ |
| 2020 | Star1 Magazine | [ 88 ] |

## Discografía

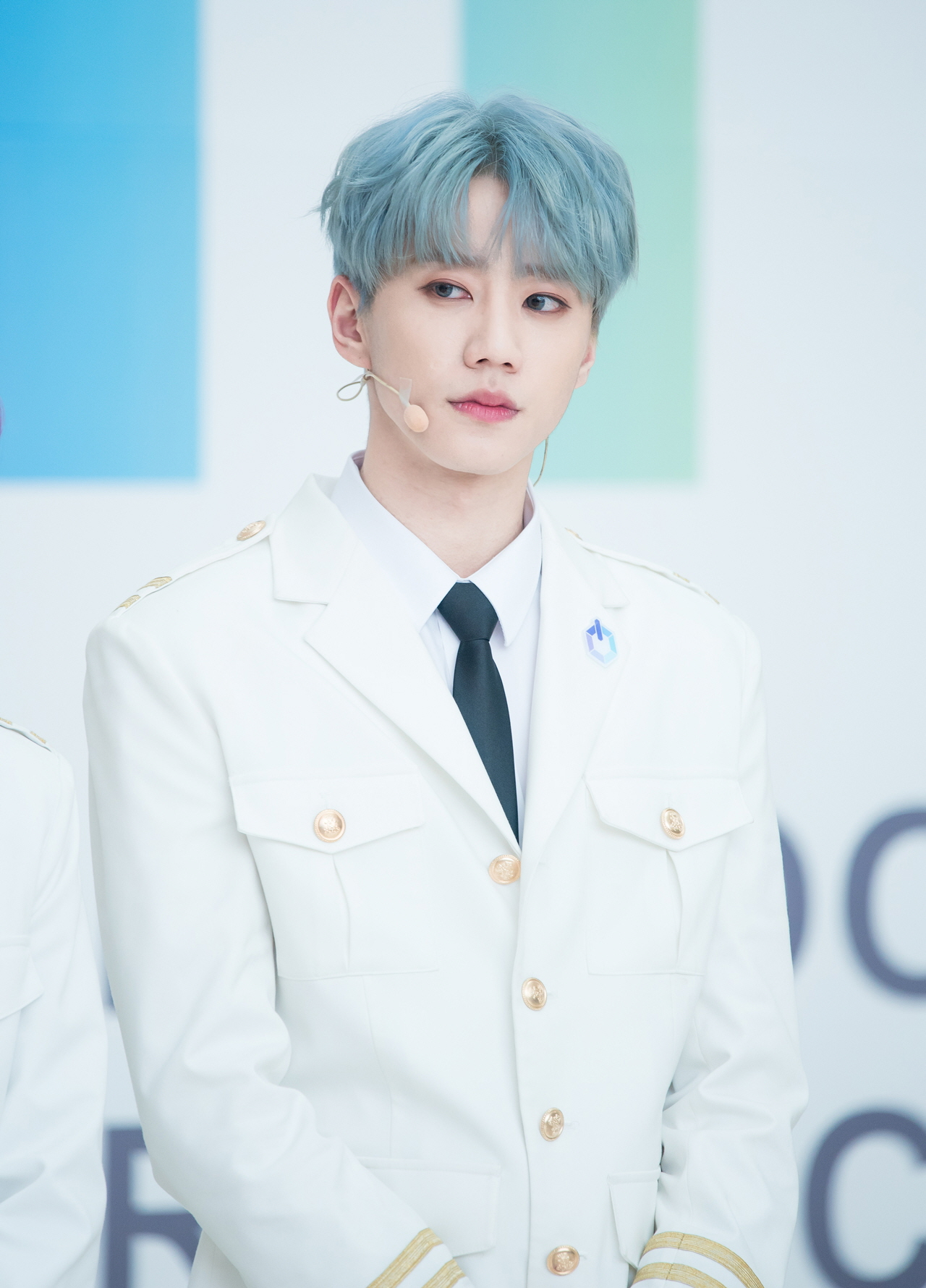
Jun junto a UNB en febrero del 2018.

### Álbum
| Año                    | Información                                                   | Canciones                            | Notas                |
| ---------------------- | ------------------------------------------------------------- | ------------------------------------ | -------------------- |
| 5 de diciembre de 2019 | Título: Gallery Label: NH Media Formato: CD, digital download | 1. Curious About U 2. Mirror 3. Tell | [ 89 ] [ 90 ] [ 91 ] |

### EP
| Año                     | Información                                               | Canciones                                                                                   | Notas             |
| ----------------------- | --------------------------------------------------------- | ------------------------------------------------------------------------------------------- | ----------------- |
| 22 de diciembre de 2020 | Título: 22 Label: Avex Trax Formato: CD, digital download | 1. Come Alive 2. Be Your Man 3. I'm In Love With You 4. Gravity 5. My Way 6. Circle of Love | - (feat. Reddy) - |

### Singles
| Año  | Canción                      | Álbum                               | Notas                |
| ---- | ---------------------------- | ----------------------------------- | -------------------- |
| 2018 | Because It's You (너라서)    | OST de "Goodbye to Goodbye"         | (tema para el drama) |
| 2019 | My Love To You (내사랑 투유) | "Chart Show Again - The Winner Is?" | junto a Kei          |
| 2019 | My Way                       | -                                   | junto a Reddy        |
| 2020 | To You Who'll Be Tired       | OST de "Please Don't Go See Him"    | [ 92 ]               |

### Singles en Japón
| Fecha de lanzamiento | Álbum            | Canciones                             |
| -------------------- | ---------------- | ------------------------------------- |
| 10 de abril de 2019  | Phenomenal World | 1. Phenomenal World 2. Never Too Late |

### Digital singles
| Fecha de lanzamiento | Álbum     | Canciones    |
| -------------------- | --------- | ------------ |
| 12 de junio de 2019  | Happiness | 1. Happiness |

### Colaboraciones
| Año  | Artistas                                     | Canción             | Notas |
| ---- | -------------------------------------------- | ------------------- | ----- |
| 2016 | Lee Hae-ri feat. Jun                         | "Love Me"           | -     |
| 2017 | Soohyun feat. Jun                            | "Story"             | -     |
| 2017 | SOLIDEMO feat. Jun                           | "Abstract"          | -     |
| 2017 | Kyrielle Lee Gyu-in, Choi Byung-mo feat. Jun | "Winter Wonderland" | -     |
| 2018 | Soohyun feat. Jun                            | "Wild & Tough"      | -     |
| 2018 | Shion Miyawaki & AK feat. Jun                | "Don't Know Why"    | -     |

### UNB

#### Mini álbum
| Fecha de lanzamiento | Álbum       | Canciones |
| -------------------- | ----------- | --- |
| 7 de abril de 2018   | Boyhood     | 1. Feeling (감각) 2. Only One 3. Ride With Me 4. Rebooting (믿어줘) 5. Feeling (감각 - Inst.) 6. Only One (Inst.) |
| 28 de junio de 2018  | Black Heart | 1. Black Heart 2. After The Rain (비 내린 후에) 3. Moonlight 4. TO.UNME (CD) 5. Dancing With The Devil (versión en vivo) Black Ver. (CD) 6. Draw Me (끌어줘) (versión en vivo) Heart Ver. (CD) 7. Black Heart (Inst.) (CD) 8. After The Rain (비 내린 후에) (Inst.) (CD) 9. Moonlight (Inst.) (CD) |

## Premios y nominaciones
| Año  | Premio                                   | Categoría                                                    | Trabajo               | Resultado |
| ---- | ---------------------------------------- | ------------------------------------------------------------ | --------------------- | --------- |
| 2018 | 26th Korea Culture & Entertainment Award | Rookie Male Actor Award                                      | -                     | Ganó      |
| 2018 | MBC Drama Award                          | Best New Actor                                               | Goodbye to Goodbye    | Ganó      |
| 2021 | 2021 Asia Artist Award                   | AAA Best Choice (Actor)                                      | -                     | Ganó      |
| 2021 | 2021 SBS Drama Award                     | Excellence Award, Actor in a Miniseries Romance/Comedy Drama | Let Me Be Your Knight | Nominado  |